# Tenerife Amigos del Baloncesto
El Tenerife Amigos del Baloncesto fue un club de baloncesto de España con sede en Santa Cruz de Tenerife, Islas Canarias.
Oficialmente su nombre es Tenerife Asociación  de Baloncesto. Compitió durante dos campañas en la liga ACB con el nombre de su principal patrocinador, las tiendas N.º 1.

## Historia
Al comienzo de la temporada 86-87, el Real Club Náutico de Tenerife no pudo continuar manteniendo el presupuesto de un equipo semiprofesional de baloncesto, que militaba en la Primera "B" masculina. Pensando en el historial del este gran club, D. Enrique Alfonso formó una junta directiva que con los derechos cedidos, formó el Tenerife Asociación de Baloncesto. Con Moncho Monsalve y Felipe Coello como entrenadores, y una plantilla de jugadores de la tierra, y una pareja de americanos formada por Marty Embry y Lance Berwald se consiguió la permanencia al obtener el primer puesto del Grupo B-2. La temporada la ensombreció la muerte por accidente de tráfico de tres jugadores del equipo: Juan Carlos Delgado, Carmelo García González y Carmelo Javier Calero Martín. En la temporada 87-88, con Moncho Monsalve de entrenador, y la incorporación de varios jugadores nacionales, se consiguió el ascenso, por invitación, a la Liga ACB, luego de haber quedado en tercer puesto en la liga regular y en sexto puesto en el play-off de clasificación final.
Las siguientes dos temporadas las jugaría en ACB quedando en la primera de ella en la posición número 22 y el segundo año en la posición 24º, descendiendo al ser colista. Durante estas dos temporadas el equipo Tinerfeño coincidió en la máxima competición nacional con el C.B.Canarias y el C.B.Gran Canaria siendo las temporadas con mayor número de equipos canarios en el máximo nivel del baloncesto nacional y estando representadas las tres ciudades más importantes del archipiélago Las Palmas de Gran Canaria, Santa Cruz de Tenerife y San Cristóbal de La Laguna.
Después de estas dos históricas campaña para el club y el baloncesto canario el equipo santacruzero descendió a 1ª División B. En 1993 compra la plaza de otro club canario el C.B.San Isidro de La Orotava para seguir compitiendo en 1ª Nacional B, después de haber perdido la categoría ese año en la liga.
El equipo desaparecería en 1996 tras crear con el C.B.Canarias y otros clubs de la isla el actual Tenerife Club de Baloncesto.

## Historial Liga
| Temporada | Categoría     | Nivel | Puesto | Balance | Playoff | Copa del Rey   |
| 1986-1987 | 1ª División B | 2     | 1º     |         |         |                |
| 1987-1988 | 1ª División B | 2     | 3º     |         |         |                |
| 1988-1989 | ACB           | 1     | 22º    | 10-26   |         | 1ªEliminatoria |
| 1989-1990 | ACB           | 1     | 24º    |         |         | 1ªEliminatoria |
| 1990-1991 | 1ª División B | 2     | -      |         |         |                |
| 1991-1992 | 1ª División B | 2     | -      |         |         |                |
| 1992-1993 | 1ª División B | 2     | 15º    |         |         |                |
| 1993-1994 | 1ª División B | 2     | 3º     |         |         |                |
| 1994-1995 | Liga EBA      | 2     | 1º     | 24-2    | cuartos |                |
| 1995-1996 | Liga EBA      | 2     | -      |         |         |                |

| Leyenda                |
| Primer Nivel Nacional  |
| Segundo Nivel Nacional |
| Tercer Nivel Nacional  |
| Cuarto Nivel Nacional  |
| Primer Nivel Regional  |

### Datos del Club
- 2 Temporadas en Primer Nivel Nacional
  - 2 Temporadas en ACB
- 8 Temporadas en Segundo Nivel Nacional
  - 6 Temporadas en 1ª Nacional B
  - 2 Temporadas en Liga EBA